# 情報収集衛星
情報収集衛星（じょうほうしゅうしゅうえいせい、英語: Information Gathering Satellite, IGS）とは、日本の内閣官房が、安全保障や大規模災害への対応、その他の内閣の重要政策に関する画像情報収集を行うために運用している人工衛星。事実上の偵察衛星である。

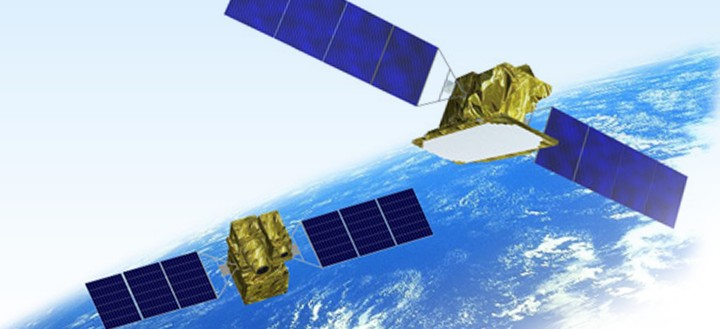
情報収集衛星のイメージ図（上：レーダ衛星、下：光学衛星）

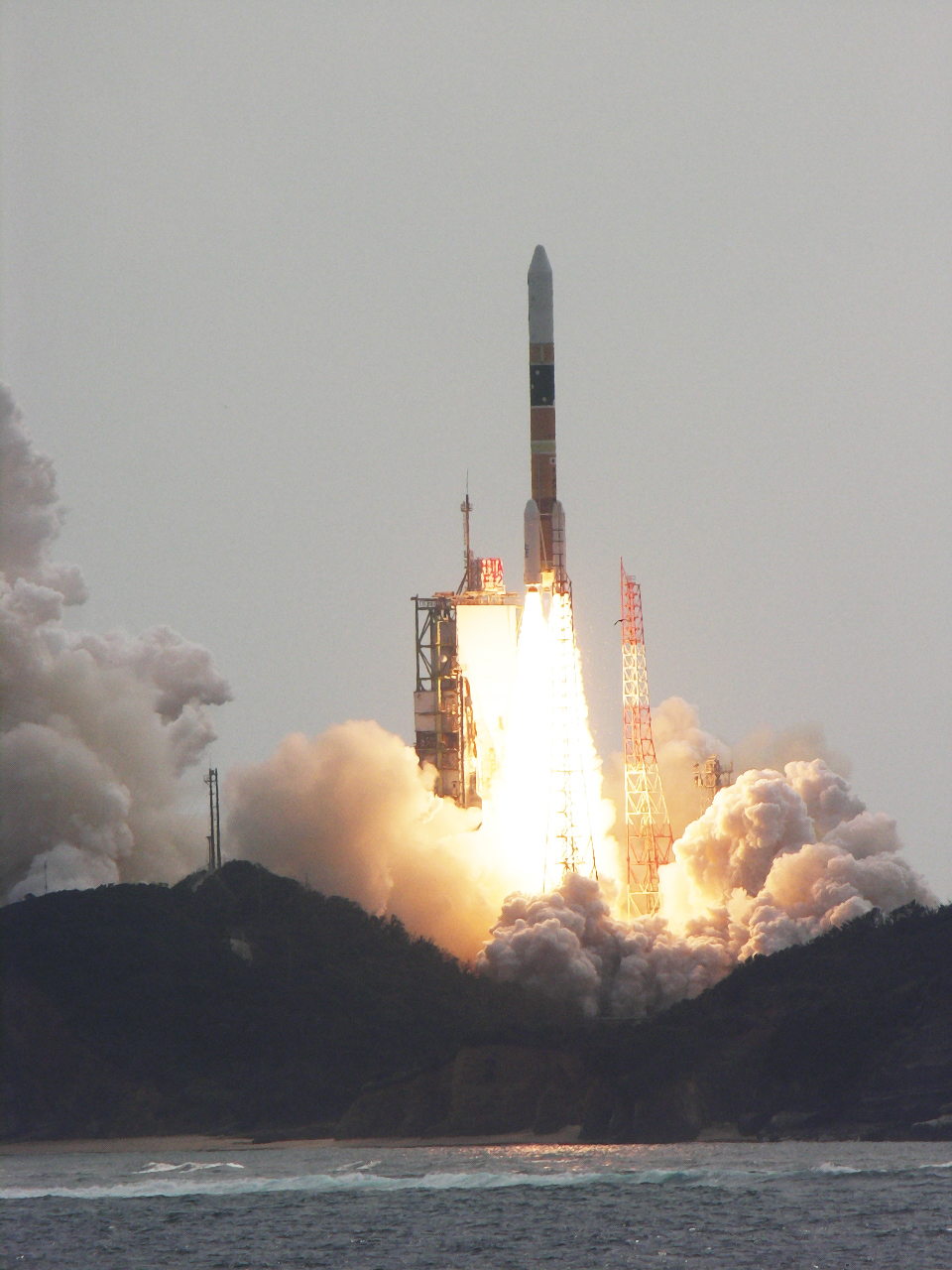
H-IIA 12号機によるIGSレーダ2号機の打ち上げ

## 導入の経緯

### テポドンの発射
1998年（平成10年）8月31日、朝鮮民主主義人民共和国（北朝鮮）が咸鏡北道舞水端里の発射場から、何らかの“飛翔体”をほぼ東の方向（発射場から見て東は北アメリカではなく南アメリカの方向）に向けて発射した。飛翔体の一部（ロケットの1段目と推定される）は日本海に、他（2段目以降と推定）は、日本の東北地方上空を通過して、三陸沖の太平洋に落下した。北朝鮮は、これを人工衛星「光明星1号」の打上げであり、打上げは成功したと報道した。しかし、日本国政府はこれを弾道ミサイルテポドン1号の発射実験と判断し、北朝鮮に対する非難声明を採択した。それとともに、日本国政府は朝鮮半島エネルギー開発機構（KEDO）への資金拠出を凍結した。
この事件をきっかけに、与党（当時）の自民党内において、日本が独自に偵察能力を獲得することを希求する声が高まり、他国のシャッター・コントロールに左右されない国産偵察衛星の保有が検討され、これに野党（当時）の民主党も概ね同調した。同年11月には、早くも情報収集衛星の製造が決定され、同年12月22日に情報収集衛星の導入が閣議決定された。2011年（平成23年）までに8,181億4166万4729円（平成22年度までの決算額及び平成23年度予算額の合計額）、2024年（令和6年）までに予算額で1兆8千億円超が投じられている。

### 情報収集衛星と偵察衛星
法令上の情報収集衛星の定義は、「我が国の安全の確保、大規模災害への対応その他の内閣の重要政策に関する画像情報の収集を目的とする人工衛星」である（内閣官房組織令第四条の三第2項第1号）。
日本の衆議院が1969年（昭和44年）に全会一致で可決した「わが国における宇宙の開発及び利用の基本に関する決議」では「宇宙に打ち上げられる物体及びその打上げ用ロケットの開発及び利用は、平和の目的に限り」と言明しており、日本国政府も宇宙の軍事利用を平和構築の手段として認識していなかったことから、日本の衛星開発と利用は専ら非軍事目的に限られ、軍事衛星用の偵察衛星の保有を忌避してきた。
しかし、北朝鮮のテポドン発射事件後、偵察衛星の保有が日本の国家安全保障上の喫緊の課題となった。このため、1985年（昭和60年）に出された「一般的に利用されている機能と同等の衛星であれば（軍事的に）利用することは可能」とする「一般化原則」の政府統一見解に則って、1998年（平成10年）に大規模災害等への対応もできる多目的な「情報収集衛星」を事実上の偵察衛星として保有することが決定された。
その後、2008年（平成20年）5月21日に成立した宇宙基本法（平成20年法律第43号）で「国は、国際社会の平和及び安全の確保並びに我が国の安全保障に資する宇宙開発利用を推進するため、必要な施策を講ずるものとする。」（第14条）と明定されたことから、非軍事という制約を脱し宇宙条約の国際標準である非侵略目的の衛星保有が法的にも正式に認められることになった。この流れを受けて、日本国政府は一般化原則の枠を超えて、開発開始時点において商用衛星の分解能を超える情報収集衛星光学5号機の研究開発に2009年度（平成21年度）から着手した。
宇宙基本計画の策定作業では、弾道ミサイル監視目的の早期警戒衛星導入も検討され、2009年（平成21年）4月5日に再度発生した、北朝鮮のミサイル発射実験もあって、一時これに関する議論が日本国政府において活発になったが、2013年（平成25年）4月時点で「我が国独自の早期警戒衛星を持つとすると莫大な予算が必要であり、費用対効果の観点も含め、政府全体として考えていきたい」と導入に対する進展は見られていない。

## 衛星

### 衛星の概要
情報収集衛星は、光学センサ（近赤外線観測機能付きのいわゆる超望遠デジタルカメラ）を搭載して画像を撮影する光学衛星と、合成開口レーダーによって画像を取得するレーダ衛星との2機を一組として、二組（計4機）の体制を目指して運用が開始され、将来的に光学衛星4機、レーダ衛星4機、データ中継衛星2機の計10機体制での運用を目指して構築中である（後述）。
2024年7月時点では、設計寿命を超えて運用されている衛星も含めて、光学衛星4機、レーダ衛星5機、データ中継衛星1機の計10機が運用されている。
光学衛星は、昼間の写真撮影を行う。一方のレーダ衛星は、光学衛星より分解能は落ちるものの、夜間および曇天でも画像取得が可能であり、最新の情報収集衛星の光学衛星の分解能は25cm級、レーダ衛星の分解能は50cm級より高性能とされている（衛星の一覧を参照）。なお分解能とは「識別できる物体の大きさ」ではなく「固体撮像素子の画素1辺の長さに相当する地上物体の長さ」の事であり、その性能は分解能10mで大きな建物の検出がどうにかでき、5mで建物の存在が判別でき、2.5mで建物の種類の区別がどうにかでき、1mで建物の種類と車の存在の判別ができ、50cmで車の種類の区別がどうにか識別でき、25cmで車の種類の判別ができ、10cmで1台1台の車について説明ができるとされる。
弾道ミサイルに対する偵察を目的に導入された情報収集衛星であるが、地球低軌道の太陽同期準回帰軌道を1周約90分で周回しながら約4日で回帰して撮影するため、対象の上空を通過した時に弾道ミサイル発射の兆候を捉えることは出来ても、発射の瞬間を捉えて警報を出すことはまず不可能であり、これは静止軌道を周回する早期警戒衛星の役目である。
情報収集衛星の管制・運用は、内閣官房に属する情報機関である内閣情報調査室の内部組織である内閣衛星情報センターにより行われる。衛星は4日で回帰するため、地球上の任意地点を毎日最低1回は観測可能となるよう、二組計4機の体制を構築することが目標とされていたものの、2003年（平成15年）11月のH-IIAロケット6号機の打ち上げ失敗による衛星の喪失と、レーダ1号機及びレーダ2号機の早期故障のために、二組計4機体制の構築は予定より遅れた。2013年（平成25年）4月26日にレーダ4号機の本格運用が始まり、約10年遅れで念願の二組計4機体制が完成した。
各衛星の設計寿命は、当初は5年、光学6号機とレーダ7号機以降は6年で、実証衛星に限り2 - 3年になっているが、レーダ衛星の相次ぐ早期故障を受け、2015年2月1日にレーダ予備機を投入した。これにより2015年時点で光学衛星2機とレーダ衛星3機の計5機体制となった。
2015年、内閣衛星情報センターは「撮像時間の多様化及び撮像頻度の向上のため」、従来の4機体制を改め、将来的に情報収集衛星8機、データ中継衛星2機の合計10機体制とすることを検討した。検討では、新たに整備する情報収集衛星4機（光学2機、レーダ2機）を「時間軸多様化衛星」と位置づけ、「関心対象の発見、識別及び詳細監視のために運用」する従来の4機の「基幹衛星」に対して、「基幹衛星により発見、識別した関心対象の動態的な監視（船団や車両群の移動等）のために運用」し、基幹衛星とは異なる軌道で運用するとされた。また撮影データはデータ中継衛星（2機体制）を経由して地上局に送信するとされ、さらに衛星の運用期間を、光学7号機以降は1年延長して6年運用とし、開発期間の繰り下げと打上間隔の延伸によりコストを縮減することも検討された。その後、同年12月8日に開催された宇宙開発戦略本部で、時間軸多様化衛星と運用期間15年のデータ中継衛星を打ち上げること、光学6号機、レーダ7号機以降の光学とレーダ衛星の運用期間を1年延長した6年とすることが決定し、改訂された宇宙基本計画工程表（平成27年度改訂）に盛り込まれた。
2020年11月に最初のデータ中継衛星となる「データ中継衛星1号機」が打ち上げられており、2023年12月22日に開催された宇宙開発戦略本部で改訂された宇宙基本計画工程表（令和5年度改訂）によると、2026年度に最初の時間軸多様化衛星となる「光学多様化1号機」を打ち上げる予定である。

### 衛星の一覧
情報収集衛星の軌道データ・運用データは、内閣官房が非公開にしているため、以下のデータは公開された資料に記載の範囲、もしくはマスメディア報道による断片的な情報である。打上げ予定のスケジュールは、宇宙開発戦略本部の宇宙基本計画工程表（令和5年度改訂）を参照した。2024年7月時点では、設計寿命を超えて運用されている衛星も含めて、光学衛星4機、レーダ衛星5機、データ中継衛星1機を運用しており、2024年9月にレーダ8号機の打ち上げに成功した。
NORAD識別名・NSSDC ID・カタログ番号は日本国政府から公表されていないため、NSSDC（米国宇宙科学データセンター）及び検索エンジンを参照した。
背景色が■は打上げ失敗を、■は運用終了が判明している衛星を表す。
| 打上げ日時 （JST）       | 打上げ ロケット | 政府発表 衛星名     | NORAD 識別名     | NSSDC ID  | カタログ 番号 | 世代       | 推測される性能、説明等 |
| ------------------------ | --------------- | ------------------- | ---------------- | --------- | ------------- | ---------- | --- |
| 2003年 3月28日 10時27分  | H-IIA 5号機     | 光学1号機           | IGS 1A           | 2003-009A | 27698         | 第1        | 分解能1m。ただしこの半分の分解能しか有していないとの報道もあった。設計寿命5年を超過して運用を終了、2014年7月18日に大気圏再突入。 |
| 2003年 3月28日 10時27分  | H-IIA 5号機     | レーダ1号機         | IGS 1B           | 2003-009B | 27699         | 第1        | 分解能1 - 3m。電源系のトラブルにより2007年3月25日に運用障害を起こし、2012年7月26日に大気圏再突入。予算額は光学1号機及びレーダ1号機の合計で789億9500万円。 |
| 2003年 11月29日 13時33分 | H-IIA 6号機     | 光学2号機           |                  |           |               | 第1        | 両機とも1号機の同型機。補助ロケットブースターの分離失敗により、運搬ロケットが指令破壊され衛星喪失。衛星2機の予算額は622億7200万円。H-IIAロケット6号機の打上げに関連したJAXAの費用は、衛星2機に係る開発費用が316億円、ロケットの打上げ費用が108億円の計424億円。これ以降、同時に衛星を2機失うことを避けるため、1機ずつ打ち上げることになった（実証衛星除く）。                                                         |
| 2003年 11月29日 13時33分 | H-IIA 6号機     | レーダ2号機         |                  |           |               | 第1        | 両機とも1号機の同型機。補助ロケットブースターの分離失敗により、運搬ロケットが指令破壊され衛星喪失。衛星2機の予算額は622億7200万円。H-IIAロケット6号機の打上げに関連したJAXAの費用は、衛星2機に係る開発費用が316億円、ロケットの打上げ費用が108億円の計424億円。これ以降、同時に衛星を2機失うことを避けるため、1機ずつ打ち上げることになった（実証衛星除く）。                                                         |
| 2006年 9月11日 13時35分  | H-IIA 10号機    | 光学2号機           | IGS 3A           | 2006-037A | 29393         | 第2        | 分解能は1号機と同じ。ただしポインティング性能の向上により短時間で複数の場所を撮影する能力が向上し、撮像時間も向上している。衛星開発費は291億1200万円、ロケットの製造費は76億5300万円、打上げ費は19億1200万円、総額約390億円。設計寿命5年を超過した2013年11月8日に電源系の不具合により通信を途絶した。その後復旧を試みてきたが回復の見込みがないと判断し、同年12月24日に運用終了を発表。2016年10月29日に大気圏再突入。 |
| 2007年 2月24日 13時41分  | H-IIA 12号機    | レーダ2号機         | IGS 4A           | 2007-005A | 30586         | 第2        | 分解能は1号機と同じ。ただし撮像時間が向上している。電源系のトラブルにより2010年8月23日に運用障害、10月7日に復旧を断念。衛星開発費は299億7100万円、ロケットの製造費は91億5100万円、打上げ費は19億300万円。2014年4月13日に大気圏再突入。 |
| 2007年 2月24日 13時41分  | H-IIA 12号機    | 光学3号機実証衛星   | IGS 4B           | 2007-005B | 30587         | 光学 第3   | 分解能60cm級の実証機。日本共産党の吉井英勝衆議院議員が、分解能40cm台で設計したのではないかと政府に対して質問主意書を提出しているが、今後の情報収集活動に支障を及ぼすとの理由で回答を得られなかった。設計寿命3年を超過して運用を終了。2013年11月12日に大気圏再突入。 |
| 2009年 11月28日 10時21分 | H-IIA 16号機    | 光学3号機           | IGS 5A           | 2009-066A | 36104         | 光学 第3   | 分解能60cm級。衛星開発費は490億2600万円、ロケットの製造と打上げ費は94億9100万円。2017年9月15日に設計寿命5年を超過して電源系統に不具合が起こったため運用を終了したことが発表された。 |
| 2011年 9月23日 13時36分  | H-IIA 19号機    | 光学4号機           | IGS 6A           | 2011-050A | 37813         | 光学 第4   | 分解能は3号機と同じ。ただしポインティング性能が向上している。衛星開発費は347億円、ロケットの製造と打上げ費は103億7000万円。2018年8月8日に設計寿命5年を超過して電源系統に不具合が生じたため運用を終了したことが発表された。 |
| 2011年 12月12日 10時21分 | H-IIA 20号機    | レーダ3号機         | IGS 7A           | 2011-075A | 37954         | レーダ 第3 | 分解能を約1mに向上。電源の不具合対策を実施した。衛星開発費は398億円、ロケットの製造と打上げ費は103億円。 |
| 2013年 1月27日 13時40分  | H-IIA 22号機    | レーダ4号機         | IGS 8A           | 2013-002A | 39061         | レーダ 第3 | レーダ3号機の同型機。レーダ3号機に比べて開発コストを約154億円削減。打上げ費は109億円。 |
| 2013年 1月27日 13時40分  | H-IIA 22号機    | 光学5号機実証衛星   | IGS 8B (DEMO)    | 2013-002B | 39062         | 光学 第5   | 分解能が41cmより高性能の実証機で、設計寿命は2年程度を想定。既に運用を終了している。2019年2月20日に大気圏再突入。 |
| 2015年 2月1日 10時21分   | H-IIA 27号機    | レーダ予備機        | IGS              | 2015-004A | 40381         | レーダ 第3 | レーダ3・4号機の同型の予備機。2010年度に開発着手し、開発費は228億円、打ち上げ費は105億円。2024年7月31日、残推薬量が少なくなったことから、運用終了のための措置が取られたことが発表された。設計寿命の5年を超えて9年6か月にわたり運用。 |
| 2015年 3月26日 10時21分  | H-IIA 28号機    | 光学5号機           | IGS OPTICAL 5    | 2015-015A | 40538         | 光学 第5   | 分解能は30cm級、または40cm級。開発開始時点において民間商用衛星で最高性能を誇っていたGeoEye-1の分解能41cmを上回り、アメリカ国家偵察局運用の偵察衛星に次ぐ性能を目指して開発された。打ち上げ費と光学5号機の開発費の合計額は約431億円。 |
| 2017年 3月17日 10時20分  | H-IIA 33号機    | レーダ5号機         | IGS Radar 5      | 2017-015A | 42072         | レーダ 第4 | 分解能は従来のレーダ衛星の2倍となる50cm級。レーダ3号機の後継機として2010年度に開発着手し、衛星開発費は371億円、打ち上げ費は106億円。 |
| 2018年 2月27日 13時34分  | H-IIA 38号機    | 光学6号機           | IGS O 6          | 2018-021A | 43223         | 不明       | 分解能は30cm級。光学4号機の後継として2010年度に開発着手。衛星開発費は307億円、打ち上げ費は109億円。 |
| 2018年 6月12日 13時20分  | H-IIA 39号機    | レーダ6号機         | IGS R-6          | 2018-052A | 43495         | 不明       | 分解能はレーダ5号機と同等の50cm級。レーダ4号機の後継機として2011年度に開発着手。衛星開発費は242億円、打ち上げ費は108億円。 |
| 2020年 2月9日 10時34分   | H-IIA 41号機    | 光学7号機           | IGS-O 7          | 2020-009A | 45165         | 不明       | 分解能は30cmより高性能。光学5号機と比べて光学センサが高性能化されるほか、光学6号機と比べて姿勢駆動装置を増強して俊敏性を向上させ、データ中継衛星との通信機能を搭載して即時性を向上させる。光学5号機の後継機として2013年度に開発着手。衛星開発費は343億円、打ち上げ費は110億円。 |
| 2020年 11月29日 16時25分 | H-IIA 43号機    | データ中継衛星1号機 | LUCAS （JDRS-1） | 2020-089A | 47202         |            | 情報収集衛星システム初のデータ中継衛星。2015年度開発着手。JAXA側での呼称は光データ中継衛星であり、同衛星とは同一の衛星である。 |
| 2023年 1月26日 10時50分  | H-IIA 46号機    | レーダ7号機         | IGS R 7          | 2023-012A | 55329         |            | レーダ6号機に比べて発信電波を増強して画質を向上させ、受信アンテナを複数搭載して撮像幅を拡大させ、データ中継衛星との通信機能を搭載して即時性を向上させる。レーダ5号機の後継機として2015年度に開発着手。開発費は約512億円、打ち上げ費用は約114億円。 |
| 2024年 1月12日 13時44分  | H-IIA 48号機    | 光学8号機           | IGS O-8          | 2024-010A | 58762         |            | 分解能は25cmより高性能。光学センサの主鏡の大口径化と高精細検出器の採用により画質の大幅な向上を実現させる。また大型姿勢駆動装置を採用し俊敏性も確保する。光学6号機の後継機として2015年度に開発着手。開発費は約372億円、打ち上げ費用は約118億円。 |
| 2024年 9月26日 14時24分  | H-IIA 49号機    | レーダ8号機         | IGS R 8          | 2024-176A | 61439         |            | レーダ7号機の同型機として一体開発し開発費を大幅に節減。レーダ6号機の後継機として2016年度に開発着手。開発費は約311億円、打ち上げ費用は約118億円。 |
| 2026年度 打上げ予定      |                 | 光学多様化1号機     |                  |           |               |            | 多様化衛星。2016年度開発着手。 |
| 2027年度 打上げ予定      | H3              | 光学9号機           |                  |           |               |            | 2019年度開発着手、光学7号機の後継機。 |
| 2027年度 打上げ予定      |                 | 光学多様化2号機     |                  |           |               |            | 多様化衛星。 |
| 2028年度 打上げ予定      |                 | レーダ多様化1号機   |                  |           |               |            | 2019年度開発着手、多様化衛星。 |
| 2029年度 打上げ予定      | H3              | 光学10号機          |                  |           |               |            | 2022年度開発着手、光学8号機の後継機。 |
| 2029年度 打上げ予定      |                 | レーダ多様化2号機   |                  |           |               |            | 多様化衛星。 |
| 2031年度 打上げ予定      | H3              | レーダ9号機         |                  |           |               |            | 2021年度開発着手、レーダ7号機の後継機。 |
| 2032年度 打上げ予定      |                 | 光学多様化後継機    |                  |           |               |            | 多様化衛星。 |
| 2033年度以降 打上げ予定  | H3              | レーダ10号機        |                  |           |               |            | 2023年度開発着手、レーダ8号機の後継機。 |
| 2033年度以降 打上げ予定  | H3              | 光学11号機          |                  |           |               |            | 2025年度開発着手予定、光学9号機の後継機。 |
| 2033年度以降 打上げ予定  |                 | 光学多様化後継機    |                  |           |               |            | 多様化衛星。 |

### 衛星の諸元
衛星の正式な諸元は非公開のため、以下のデータは公開された資料に記載の範囲のものである。以下の省庁が開発に参加した。
- 文部科学省（旧・科学技術庁）：衛星バスの開発および光学センサの開発とりまとめ、ならびに衛星システム全体の取りまとめを担当
- 経済産業省（旧・通商産業省）：合成開口レーダーの開発とりまとめ
- 総務省（旧・郵政省）：衛星が撮影した画像を地上へ伝送するデータ伝送系の開発とりまとめ
- 内閣官房：地上システムの開発とりまとめを担当

衛星の研究・開発は主に宇宙航空研究開発機構や情報通信研究機構、三菱電機、日本電気、ニコン、地上システムの研究・開発は主に日本電気や日立製作所が受注している。
2002年（平成14年）度に打上げられた第1世代においては、データ送受信用アンテナには従来の陸域観測技術衛星で使用されていた全指向性低利得アンテナは採用せず、衛星の姿勢変更に柔軟に対応でき、指向特性にも優れたアクティブフェーズドアレイアンテナが採用されている。人工衛星の重量は約2トンと報道されている。
なお、「情報収集衛星の観測性能のうち分解能の限界値を示すもの（実証衛星を除く）」は、内閣官房の特定秘密に指定されている。このほかに情報収集衛星等の運用のための暗号アルゴリズム、暗号鍵又は暗号鍵の配送方式に関する事項について19件が特別管理秘密に指定されているが、これらの具体的な名称は、公開すると情報収集活動に支障を及ぼす（解析される）おそれがあるため公表されていない。

#### 光学衛星
第2世代までの光学衛星には、陸域観測技術衛星だいち（ALOS:Advanced Land Observing Satellite、エイロス）に搭載されたPRISM（パンクロマチック立体視センサー）およびAVNIR-2（高性能可視近赤外放射計2型）を改良した機器が搭載されている。
第1世代
モノクロ画像用にパンクロマチックセンサー（最大分解能：約1m）、カラー画像用にマルチスペクトルセンサー（最大分解能：約5m）を搭載。
総合科学技術会議の資料によると、衛星の名称として「IGS-O1」および「IGS-O2」が使用されている。
第2世代（改良型）
第2世代は第1世代の改良型である。ポインティング性能および撮像時間が向上されているが、分解能は第1世代と同じとされている。
資料によると「次期情報収集衛星1」または「次期衛星1」と呼称されている。この「次期衛星1」は第1世代の予備機的な性格を持たせようとして開発が急がれた。
第3世代（大幅向上型）
第3世代は、諸外国の光学衛星の開発動向を考慮して更なる高分解能化を目指した衛星である。分解能は60cm級とされており、姿勢制御能力を大幅に向上させて様々な角度からの撮影を行うことができる。また、衛星からの画像を処理するための地上システムも同時に増強されている。
資料によると「次期情報収集衛星2」または「次期衛星2」と呼称されている。
第4世代
第4世代は第3世代と同等の光学センサを搭載しているが、ポインティング性能が向上している。開発開始時点の2005年（平成17年）に報道された内容によると、材質の軽量化や太陽電池パネルの効率向上により1.2トンまで小型・軽量化され、ポインティング性能が更に向上しているという。
第5世代
分解能は41cmより高性能。マスメディアでは30cm級若しくは40cm級と報道されている。

#### レーダ衛星
第2世代までのレーダ衛星には、光学衛星と同様に、陸域観測技術衛星だいちに搭載されたPALSAR（フェーズドアレイ方式Lバンド合成開口レーダー）を改良した機器が搭載されている。
第1世代
第1世代は合成開口レーダー（最大分解能 約1 - 3m）を備えている。
なお、総合科学技術会議の資料では、この衛星の名称として「IGS-R1」および「IGS-R2」が使用されている。
第2世代（改良型）
第2世代は、第1世代に比べて撮像時間が向上されているが、分解能は第1世代と同じとされている。
第1世代および第2世代のレーダ衛星の名称は、それぞれ、資料において「次期情報収集衛星1」または「次期衛星1」、および「次期情報収集衛星2」または「次期衛星2」と呼称されている。「次期衛星1」は第1世代の予備機的な性格を持たせようとして開発が急がれた。
第3世代
分解能を約1mに向上させ、電源の不具合対策を実施した。
第4世代
産経新聞は分解能を約50cmに向上させたとしている。

### 衛星の高度と軌道
- 高度約490kmの円軌道（太陽同期準回帰軌道）
- 軌道傾斜角は約97.3°
- 日本上空付近を通過する時刻は10:30から11:00までに設定

情報収集衛星の軌道要素は、日本国政府から情報公開されていないが、打ち上げ当初、アメリカ航空宇宙局ゴダード宇宙飛行センターにあるNSSDC（米国宇宙科学データセンター）から、NSSDC IDと共に2行軌道要素形式が公表されており、日本国政府から公開停止要請があるまで、2週間ほど公開されていた。
NSSDCの情報は、NORAD（北米航空宇宙防衛司令部）が保有する軌道上を監視するレーダーから得られたものであり、NORADは打ち上げられた人工衛星に衛星カタログ番号を割り振り、アメリカ合衆国連邦政府はアメリカ合衆国の国益に反しない限り、人工衛星の軌道要素を情報公開している。
また、2007年（平成19年）2月に打ち上げられた、レーダ2号機と光学3号機実証衛星についても、NORADから情報が公開されており、高度約490kmを周回していると報道された。軌道要素はNASAやNORADで公開された情報を転載している、民間団体の人工衛星検索エンジンサイトからも情報を得る事ができる。

### データ中継衛星
これまで情報収集衛星は地上局へのデータの直接送信しか行っていなかったが、大量のデータを迅速に入手するにはデータ中継衛星が必要であることから、新たにデータ中継衛星を導入する方針を固めた。2019年度（平成31年度）の打ち上げを目指して、2015年度（平成27年度）予算案に、情報収集衛星用のデータ中継衛星1号機（光データ中継衛星）の関連予算の一部が盛り込まれ、最終的に、2020年11月29日にH-IIAロケット43号機により打ち上げられた。

### 短期打上型小型衛星

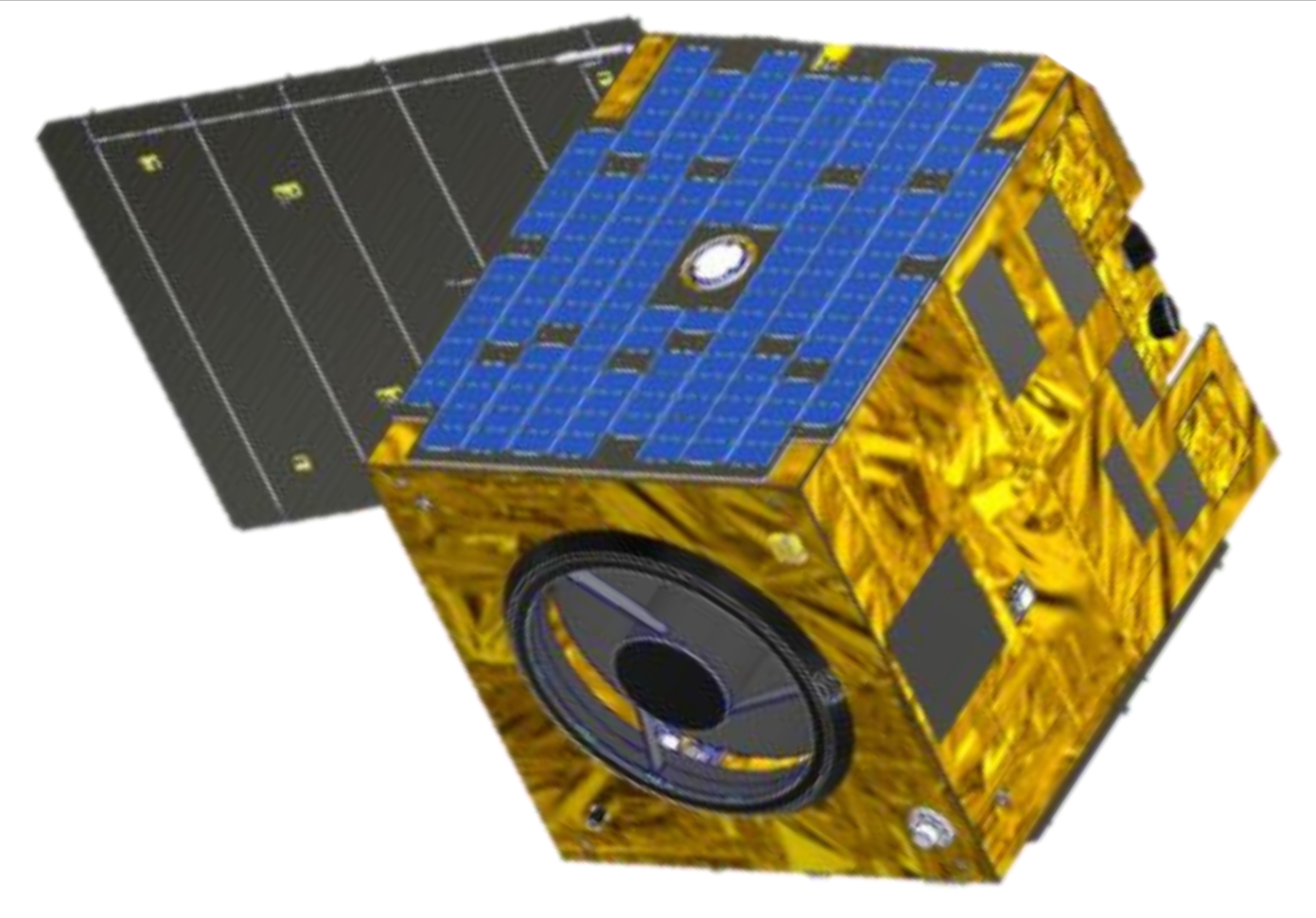
短期打上型小型衛星 外観図
（内閣官房発表資料）

内閣官房は、情報収集衛星に不測の事態が発生した際に一定期間代替することを目的とした、短期間に打ち上げ可能な小型衛星の実証研究として2024年3月13日にカイロスロケット初号機により短期打上型小型衛星の打上げを実施したが、ロケットは正常に飛行せず飛行中断措置によって爆発、衛星本体も喪失した。

### 打ち上げ
衛星の打ち上げは、初回はNASDA（宇宙開発事業団）により行われた。2003年（平成15年）10月にNASDAが特殊法人改革で改組され、以降は後身のJAXA（宇宙航空研究開発機構）により行われている。また、2007年後半からロケット打ち上げ関連業務のほとんどが三菱重工業に移管されたため、2009年以降は三菱重工業が行っている。ただし、最終的な打ち上げ実行・中止の判断や安全管理業務はJAXAが行い、全責任を負うこととなっている。

## 運営と運用

### 組織
内閣官房長官が主宰する内閣情報会議に属する「情報収集衛星推進委員会」が情報収集衛星の開発に関する基本方針等を総合的に検討し、事務方の内閣官房副長官が主宰する「情報収集衛星運営委員会」が情報収集衛星の運用に関する基本方針の定義・監督を行っている。「情報収集衛星運営委員会」の委員は、内閣危機管理監、内閣官房副長官補（事態対処危機管理担当）、内閣情報官、内閣衛星情報センター所長の他、警察庁、公安調査庁、外務省、防衛省の局長クラスで構成され、その下に設けられた幹事会が、利用省庁からの要請に基づき、撮像箇所や日時、競合した場合の調整を行っている。利用省庁としては、内閣官房のほか、警察庁、公安調査庁、外務省、防衛省、消防庁、経済産業省、海上保安庁、国土地理院が挙げられている。
日常の運用は内閣官房直属の情報機関である内閣情報調査室に属する内閣衛星情報センターにより行われている。衛星から送信された情報は茨城県行方市の副センター、北海道苫小牧市の北受信管制局、鹿児島県阿久根市の南受信管制局で受信され、東京都新宿区市谷本村町の内閣衛星情報センター中央センターに伝送され、分析官によって情報分析される。内閣衛星情報センター所長には退官した将官級の元自衛官が、更に上部組織の内閣情報調査室の長たる内閣情報官は、警察官僚が就任する事務次官級のポストである。
情報収集衛星を導入する前には、文部科学省の審議会の宇宙開発委員会で情報収集衛星の開発についての審議と調査が行われていたが、運用が始まってからは、新型の情報収集衛星を開発する場合にも審議は行われなくなった。

### 実績
情報収集衛星が撮像した生の画像は「情報収集衛星の性能及び運用状況が明らかになり、今後の安全保障上の情報収集活動に支障を及ぼすおそれがある」ため公開されておらず、当初は運用実績も公開されていなかった。その後は、大規模災害時に限って撮影画像を基に作成された「被災状況推定地図」のみが公開されていた。2015年（平成27年）9月9日に内閣官房は「大規模災害時等における情報収集衛星画像に基づく加工処理画像の公開について」を発表し、今後は大規模災害時に撮影画像の解像度を落とした「加工処理画像」を公開していく方針を明らかにした。
2015年（平成27年）の公開開始から2024年（令和6年）1月までの間に、大規模な洪水や火山噴火、地震等9件の災害で合計174件の画像が公開されている。

#### 具体例

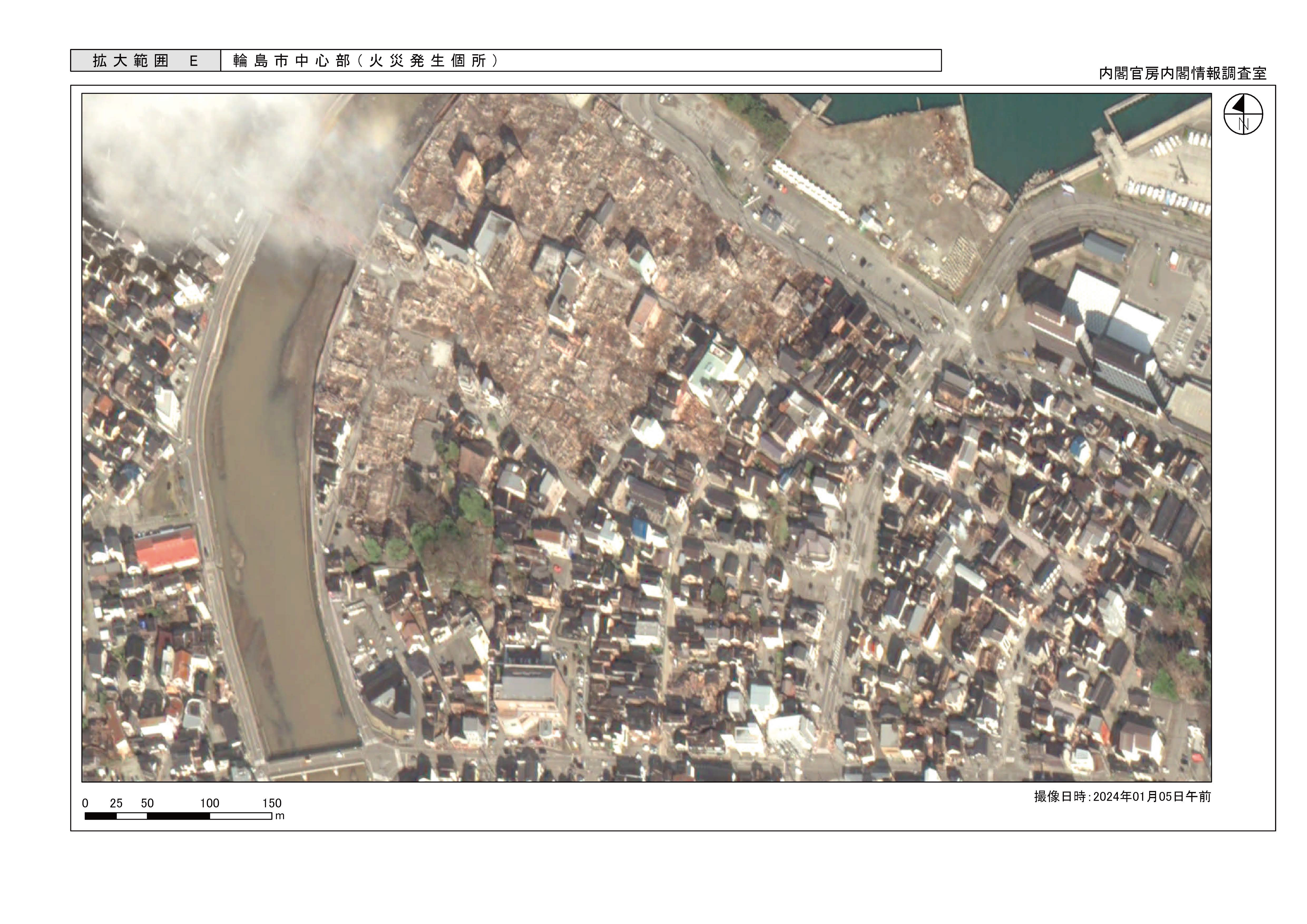
令和6年能登半島地震の際に公開された画像

災害時情報収集では、2005年（平成17年）の福岡県西方沖地震において総務省消防庁が画像提供を受けたことを、2006年（平成18年）4月24日の参議院行政監視委員会において当時の消防庁次長が答弁している。
しかし一方で、2011年（平成23年）の東日本大震災では、最も必要とされる福島第一原子力発電所事故の衛星画像は東京消防庁ハイパーレスキュー隊に提供されなかった。また、東京電力に対しても「秘密保全措置が講じられていない」ため提供されず、日本スペースイメージング及び日立ソリューションズから購入した、QuickBird、WorldView-1、WorldView-2、IKONOS、GeoEye-1が撮影した衛星画像が使用された。
各省庁や現地対策本部には、衛星画像を基に作成された津波の浸水域が示された「被災状況推定地図」が提供された一方、総理大臣官邸には情報収集衛星による福島第一原子力発電所の撮影画像が提供され、この際、当時の内閣総理大臣菅直人は、撮影画像について「分かりやすかった」と述べたという。
政府答弁によると、情報収集衛星を活用した大規模災害として、2004年（平成16年）の新潟県中越地震、2005年（平成17年）の福岡県西方沖地震、2007年（平成19年）の能登半島地震及び新潟県中越沖地震、2008年（平成20年）の岩手・宮城内陸地震及び岩手県沿岸北部地震、2011年（平成23年）の霧島山（新燃岳）の火山活動及び東日本大震災を挙げており、内閣衛星情報センターにおいて撮像した画像の判読・分析を行い、必要に応じて関係省庁にその結果を配付・伝達したとされている。
2013年（平成25年）11月にフィリピンなどを襲い、甚大な被害を出した台風30号の被害状況について、内閣情報調査室は情報収集衛星の画像情報、公開情報等を基に作製した「被災状況推定地図」をフィリピン共和国政府に提供し、内閣官房のウェブサイトにも掲載した。
2014年3月27日、日本国政府は、マレーシア航空370便墜落事故で、3月26日に情報収集衛星によって撮影された写真を解析した結果、不明機の残骸とみられる漂流物約10個を発見したと発表した。日本国政府は、東京の駐日マレーシア大使館を通じ、マレーシア政府にこの情報を提供した。
2014年11月18日には、小笠原諸島周辺で違法操業を続ける中華人民共和国の漁船と見られる外国漁船について、昼間と夜間の船舶の位置を赤丸で表示した状況図を公開した（中国漁船サンゴ密漁問題）。また、2014年12月5日には、火山の噴火で拡大を続ける西之島の変化を動画形式でまとめた資料を公開した。
2015年9月11日、平成27年台風第18号の『平成27年9月関東・東北豪雨』で水没した、茨城県常総市の鬼怒川流域の被災地域の撮影画像を、内閣官房のウェブサイトで2枚の写真をPDFで一般公開した。特定秘密の保護に関する法律が適用される情報収集衛星の画像だが、同月9日に発表された「大規模災害時等における情報収集衛星画像に基づく加工処理画像の公開について」の方針が適用される第1号となり、解像度を落とした「加工処理画像」とはいえ、情報収集衛星が撮影した2枚の画像が初めて公開された。
これについてノンフィクション作家で科学技術ジャーナリストの松浦晋也は、同日に公表された『Googleクライシスレスポンス』の画像と比較して、内閣官房が発表した情報収集衛星の画像は、意図的に分解能を劣化させたものであること、Googleの画像はデジタルグローブの分解解像度31センチメートルの衛星写真を使用し、情報収集衛星が撮影し公開した写真より高精細であり、Google マップに重ねて表示され、縮小拡大も自在であり、ウェブサイトでの使い勝手が良いこと、民間の衛星写真データに対して情報収集衛星は常に解像度で後れをとり続けてきていることを挙げ、「情報収集衛星の完敗」と論評している。

### 問題点

#### 分析チームの要員数
情報収集衛星の運用で、最終的に得られる情報の質と量を決定する要素には、偵察衛星の1ピクセル当たりの画像分解能や観測面積（観測幅×観測可能時間）もあるが、それに優るとも劣らず重要な要素なのが、情報収集衛星によって得られた画像の識別と解析を行なう、地上の『分析チームの要員数と解析能力』である。このため、偵察衛星の分解能や観測面積などの衛星諸元の優劣のみによって、その国家が持つ衛星の画像情報収集能力を測るのは、誤りである。
分析チームの解析能力について解説すると、例えば、偵察衛星の光学センサにしても、解像度を優先してモノクロで撮影を行なうタイプと、解像度を犠牲にしていくつか異なった光の波長で撮影を行うタイプがある。情報収集衛星に即して言うと、パンクロマチックセンサーとマルチスペクトルセンサーが、それらに当たる。
地上対象物は、さまざまな波長に対して異なった光学特性を示す。同じコンクリート構造物であっても、建築中で硬化前なのか、建設後長い年月が経ちボロボロなのか、それとも表面にコケが付いているのかによって、光学特性が違ってくる。また、衛星に搭載されているセンサによっても特性が異なっており、それらの違いを理解した上で、正確な解析情報を素早く導くには、十分な経験とそれを蓄積するだけの時間が必要となる。
当然、これらの高度な作業と衛星から得られる膨大なデータ量に対しては、十分な分析チームの要員数が必要であるが、数千人規模のアメリカ合衆国の分析チームに比べて、日本の内閣衛星情報センターの職員数は2023年度（令和5年度）で実員382名という少人数体制である。このため現状では、あまり多くの分析は出来ないとの指摘が挙がっている。

## JAXAとの関係
情報収集衛星の開発や運用に関する費用は、内閣官房の予算で賄われている。しかし、実際には宇宙開発予算を削減して流用しているという意見がある。
独立行政法人宇宙航空研究開発機構（JAXA）の2007年（平成19年）度予算は2276億円だが、このうち432億円は内閣官房から情報収集衛星の費用として支出された受託収入である。一方、JAXAの前身となった3機関の予算を合計すると2200億円程度であり、JAXAが情報収集衛星以外に使用できる予算は1800億円程度に減少していることになる。すなわち、年間400億円の情報収集衛星予算は、結局のところ宇宙開発予算の中から捻出されていると考えることもできる。

一方、常時4機の衛星を運用し、継続して年間1機程度打ち上げられる情報収集衛星シリーズは、日本のロケットにとって最大の「顧客」でもある。当初はH-IIAロケットにレーダ衛星と光学衛星を同時搭載していたが、H-IIAロケット6号機の失敗以後は1機ずつ打ち上げることになったため、使用するロケットも倍増しており、打ち上げ回数の増加に貢献している。
なお多くのロケット運用国において、軍事衛星はロケットの需要を支える「上客」であるばかりか、軍事衛星の自主的整備こそが、宇宙開発の目的のひとつとなっている。これに対して日本は、宇宙基本法成立までは、宇宙平和利用原則に縛られて軍事衛星を保有せず、純粋に科学目的だけで大型ロケットを実用化してきた点から、ロケット運用国としては、むしろ特殊であったとも言える。

## その他

### 米衛星部品の欠陥と日本の衛星
2004年（平成16年）秋にアメリカ合衆国が開発した偵察衛星用の中枢部品に欠陥が見つかり、他国の衛星もこの部品を利用している多数の偵察衛星に重大な問題が発生する恐れがあると判明した。このため世界中の諜報関係者が一時騒然となる事態があった。しかし日本の衛星は独自開発であったため、その時点で打ち上げていた2003年（平成15年）3月打ち上げの衛星に全く影響がなかった。